# Stamboom Armgard van Sierstorpff-Cramm (1883-1971)
Dit is de stamboom van Armgard van Sierstorpff-Cramm (1883-1971).
| Stamboom Armgard van Sierstorpff-Cramm (1883-1971) | Stamboom Armgard van Sierstorpff-Cramm (1883-1971)                                  | Stamboom Armgard van Sierstorpff-Cramm (1883-1971)                                  | Stamboom Armgard van Sierstorpff-Cramm (1883-1971)                                  | Stamboom Armgard van Sierstorpff-Cramm (1883-1971)                                  | Stamboom Armgard van Sierstorpff-Cramm (1883-1971)                                  | Stamboom Armgard van Sierstorpff-Cramm (1883-1971)                                  | Stamboom Armgard van Sierstorpff-Cramm (1883-1971)                                  | Stamboom Armgard van Sierstorpff-Cramm (1883-1971)                                  | Stamboom Armgard van Sierstorpff-Cramm (1883-1971)                                  | Stamboom Armgard van Sierstorpff-Cramm (1883-1971)                                        | Stamboom Armgard van Sierstorpff-Cramm (1883-1971)                                        | Stamboom Armgard van Sierstorpff-Cramm (1883-1971)                                        | Stamboom Armgard van Sierstorpff-Cramm (1883-1971)                                        | Stamboom Armgard van Sierstorpff-Cramm (1883-1971)                                        | Stamboom Armgard van Sierstorpff-Cramm (1883-1971)                                        | Stamboom Armgard van Sierstorpff-Cramm (1883-1971)                                        | Stamboom Armgard van Sierstorpff-Cramm (1883-1971)                                        | Stamboom Armgard van Sierstorpff-Cramm (1883-1971)                                                |
| -------------------------------------------------- | ----------------------------------------------------------------------------------- | ----------------------------------------------------------------------------------- | ----------------------------------------------------------------------------------- | ----------------------------------------------------------------------------------- | ----------------------------------------------------------------------------------- | ----------------------------------------------------------------------------------- | ----------------------------------------------------------------------------------- | ----------------------------------------------------------------------------------- | ----------------------------------------------------------------------------------- | ----------------------------------------------------------------------------------------- | ----------------------------------------------------------------------------------------- | ----------------------------------------------------------------------------------------- | ----------------------------------------------------------------------------------------- | ----------------------------------------------------------------------------------------- | ----------------------------------------------------------------------------------------- | ----------------------------------------------------------------------------------------- | ----------------------------------------------------------------------------------------- | ------------------------------------------------------------------------------------------------- |
| Grootouders                                        | Adold van Cramm (1812-1879) x 1839 Hedwig van Cramm (1819-1891)                     | Adold van Cramm (1812-1879) x 1839 Hedwig van Cramm (1819-1891)                     | Adold van Cramm (1812-1879) x 1839 Hedwig van Cramm (1819-1891)                     | Adold van Cramm (1812-1879) x 1839 Hedwig van Cramm (1819-1891)                     | Adold van Cramm (1812-1879) x 1839 Hedwig van Cramm (1819-1891)                     | Adold van Cramm (1812-1879) x 1839 Hedwig van Cramm (1819-1891)                     | Adold van Cramm (1812-1879) x 1839 Hedwig van Cramm (1819-1891)                     | Adold van Cramm (1812-1879) x 1839 Hedwig van Cramm (1819-1891)                     | Adold van Cramm (1812-1879) x 1839 Hedwig van Cramm (1819-1891)                     | Ernst Eberhard van Sierstorpff-Driburg (1813-1855) x 1844 Karoline van Vincke (1822-1870) | Ernst Eberhard van Sierstorpff-Driburg (1813-1855) x 1844 Karoline van Vincke (1822-1870) | Ernst Eberhard van Sierstorpff-Driburg (1813-1855) x 1844 Karoline van Vincke (1822-1870) | Ernst Eberhard van Sierstorpff-Driburg (1813-1855) x 1844 Karoline van Vincke (1822-1870) | Ernst Eberhard van Sierstorpff-Driburg (1813-1855) x 1844 Karoline van Vincke (1822-1870) | Ernst Eberhard van Sierstorpff-Driburg (1813-1855) x 1844 Karoline van Vincke (1822-1870) | Ernst Eberhard van Sierstorpff-Driburg (1813-1855) x 1844 Karoline van Vincke (1822-1870) | Ernst Eberhard van Sierstorpff-Driburg (1813-1855) x 1844 Karoline van Vincke (1822-1870) | Ernst Eberhard van Sierstorpff-Driburg (1813-1855) x 1844 Karoline van Vincke (1822-1870)         |
| Ouders                                             | Aschwin van Sierstorpff-Cramm (1846-1909) x 1872 Hedwig van Sierstorpff (1848-1900) | Aschwin van Sierstorpff-Cramm (1846-1909) x 1872 Hedwig van Sierstorpff (1848-1900) | Aschwin van Sierstorpff-Cramm (1846-1909) x 1872 Hedwig van Sierstorpff (1848-1900) | Aschwin van Sierstorpff-Cramm (1846-1909) x 1872 Hedwig van Sierstorpff (1848-1900) | Aschwin van Sierstorpff-Cramm (1846-1909) x 1872 Hedwig van Sierstorpff (1848-1900) | Aschwin van Sierstorpff-Cramm (1846-1909) x 1872 Hedwig van Sierstorpff (1848-1900) | Aschwin van Sierstorpff-Cramm (1846-1909) x 1872 Hedwig van Sierstorpff (1848-1900) | Aschwin van Sierstorpff-Cramm (1846-1909) x 1872 Hedwig van Sierstorpff (1848-1900) | Aschwin van Sierstorpff-Cramm (1846-1909) x 1872 Hedwig van Sierstorpff (1848-1900) | Aschwin van Sierstorpff-Cramm (1846-1909) x 1872 Hedwig van Sierstorpff (1848-1900)       | Aschwin van Sierstorpff-Cramm (1846-1909) x 1872 Hedwig van Sierstorpff (1848-1900)       | Aschwin van Sierstorpff-Cramm (1846-1909) x 1872 Hedwig van Sierstorpff (1848-1900)       | Aschwin van Sierstorpff-Cramm (1846-1909) x 1872 Hedwig van Sierstorpff (1848-1900)       | Aschwin van Sierstorpff-Cramm (1846-1909) x 1872 Hedwig van Sierstorpff (1848-1900)       | Aschwin van Sierstorpff-Cramm (1846-1909) x 1872 Hedwig van Sierstorpff (1848-1900)       | Aschwin van Sierstorpff-Cramm (1846-1909) x 1872 Hedwig van Sierstorpff (1848-1900)       | Aschwin van Sierstorpff-Cramm (1846-1909) x 1872 Hedwig van Sierstorpff (1848-1900)       | Aschwin van Sierstorpff-Cramm (1846-1909) x 1872 Hedwig van Sierstorpff (1848-1900)               |
| Armgard van Sierstorpff-Cramm (1883-1971)          |                                                                                     |                                                                                     |                                                                                     |                                                                                     |                                                                                     |                                                                                     |                                                                                     |                                                                                     |                                                                                     |                                                                                           |                                                                                           |                                                                                           |                                                                                           |                                                                                           |                                                                                           |                                                                                           |                                                                                           |                                                                                                   |
| Gehuwd met                                         | x 1905 Bodo van Oeyenhausen (1881-1909)                                             | x 1909 Bernhard van Lippe-Biesterfeld (1872-1934)                                   | x 1909 Bernhard van Lippe-Biesterfeld (1872-1934)                                   | x 1909 Bernhard van Lippe-Biesterfeld (1872-1934)                                   | x 1909 Bernhard van Lippe-Biesterfeld (1872-1934)                                   | x 1909 Bernhard van Lippe-Biesterfeld (1872-1934)                                   | x 1909 Bernhard van Lippe-Biesterfeld (1872-1934)                                   | x 1909 Bernhard van Lippe-Biesterfeld (1872-1934)                                   | x 1909 Bernhard van Lippe-Biesterfeld (1872-1934)                                   | x 1909 Bernhard van Lippe-Biesterfeld (1872-1934)                                         | x 1909 Bernhard van Lippe-Biesterfeld (1872-1934)                                         | x 1909 Bernhard van Lippe-Biesterfeld (1872-1934)                                         | x 1909 Bernhard van Lippe-Biesterfeld (1872-1934)                                         | x 1909 Bernhard van Lippe-Biesterfeld (1872-1934)                                         | x 1909 Bernhard van Lippe-Biesterfeld (1872-1934)                                         | x 1909 Bernhard van Lippe-Biesterfeld (1872-1934)                                         | x 1909 Bernhard van Lippe-Biesterfeld (1872-1934)                                         | x 1909 Bernhard van Lippe-Biesterfeld (1872-1934)                                                 |
| Kinderen                                           | -                                                                                   | Bernhard (1911-2004) x 1937 Juliana van Oranje-Nassau (1909-2004)                   | Bernhard (1911-2004) x 1937 Juliana van Oranje-Nassau (1909-2004)                   | Bernhard (1911-2004) x 1937 Juliana van Oranje-Nassau (1909-2004)                   | Bernhard (1911-2004) x 1937 Juliana van Oranje-Nassau (1909-2004)                   | Bernhard (1911-2004) x 1937 Juliana van Oranje-Nassau (1909-2004)                   | Bernhard (1911-2004) x 1937 Juliana van Oranje-Nassau (1909-2004)                   | Bernhard (1911-2004) x 1937 Juliana van Oranje-Nassau (1909-2004)                   | Bernhard (1911-2004) x 1937 Juliana van Oranje-Nassau (1909-2004)                   | Bernhard (1911-2004) x 1937 Juliana van Oranje-Nassau (1909-2004)                         | Bernhard (1911-2004) x 1937 Juliana van Oranje-Nassau (1909-2004)                         | Bernhard (1911-2004) x 1937 Juliana van Oranje-Nassau (1909-2004)                         | Bernhard (1911-2004) x 1937 Juliana van Oranje-Nassau (1909-2004)                         | Bernhard (1911-2004) x 1937 Juliana van Oranje-Nassau (1909-2004)                         | Bernhard (1911-2004) x 1937 Juliana van Oranje-Nassau (1909-2004)                         | Bernhard (1911-2004) x 1937 Juliana van Oranje-Nassau (1909-2004)                         | Bernhard (1911-2004) x 1937 Juliana van Oranje-Nassau (1909-2004)                         | Aschwin (1914-1988) x 1951 Simone Arnoux (1915-2001)                                              |
| Kleinkinderen                                      | -                                                                                   | Beatrix (1938) x 1966 Claus van Amsberg (1926-2002)                                 | Beatrix (1938) x 1966 Claus van Amsberg (1926-2002)                                 | Beatrix (1938) x 1966 Claus van Amsberg (1926-2002)                                 | Beatrix (1938) x 1966 Claus van Amsberg (1926-2002)                                 | Irene (1939) x 1964-1981 Carel Hugo van Bourbon-Parma (1930-2010)                   | Irene (1939) x 1964-1981 Carel Hugo van Bourbon-Parma (1930-2010)                   | Irene (1939) x 1964-1981 Carel Hugo van Bourbon-Parma (1930-2010)                   | Irene (1939) x 1964-1981 Carel Hugo van Bourbon-Parma (1930-2010)                   | Margriet (1943) x 1967 Pieter van Vollenhoven (1939)                                      | Margriet (1943) x 1967 Pieter van Vollenhoven (1939)                                      | Margriet (1943) x 1967 Pieter van Vollenhoven (1939)                                      | Margriet (1943) x 1967 Pieter van Vollenhoven (1939)                                      | Christina (1947) x 1975-1996 Jorge Guillermo (1946)                                       | Christina (1947) x 1975-1996 Jorge Guillermo (1946)                                       | Christina (1947) x 1975-1996 Jorge Guillermo (1946)                                       | Christina (1947) x 1975-1996 Jorge Guillermo (1946)                                       | uit dit huwelijk zijn geen kinderen geboren; prinses Simone heeft 2 zonen uit een eerder huwelijk |
| Achterkleinkinderen                                | -                                                                                   | Willem-Alexander (1967) x 2002 Maxima (1971)                                        | Friso (1968-2013) x 2004 Mabel (1968)                                               | Friso (1968-2013) x 2004 Mabel (1968)                                               | Constantijn (1969) x 2001 Laurentien (1966)                                         | Carlos (1970) x 2010 Annemarie (1977)                                               | Margarita (1972) x 2001-2006 Edwin (1966) x 2008 Tjalling (1975)                    | Jaime (1972) x 2013 Viktória (1982)                                                 | Carolina (1974) x 2012 Albert (1974)                                                | Maurits (1968) x 1998 Marilène (1970)                                                     | Bernhard jr (1969) x 2000 Annette (1972)                                                  | Pieter Christiaan (1972) x 2005 Anita (1969)                                              | Floris (1975) x 2005 Aimée (1977)                                                         | Bernardo (1977) x 2009 Eva (1978)                                                         | Bernardo (1977) x 2009 Eva (1978)                                                         | Nicolás (1979)                                                                            | Juliana (1981)                                                                            | -                                                                                                 |
| Betachterkleinkinderen                             | -                                                                                   | Amalia (2003) Alexia (2005) Ariane (2007)                                           | Luana (2005) Zaria (2006)                                                           | Luana (2005) Zaria (2006)                                                           | Eloise (2002) Claus-Casimir (2004) Leonore (2006)                                   | Carlos (1997) Luisa (2012) Cecilia (2013)                                           | Julia (2008) Paola (2011)                                                           | Zita (2014)                                                                         | Alaïa-Maria (2014)                                                                  | Anna (2001) Lucas (2002) Felicia (2005)                                                   | Isabella (2002) Samuel (2004) Benjamin (2008)                                             | Emma (2006) Pieter (2008)                                                                 | Magali (2007) Eliane (2009) Willem (2013)                                                 | Isabel (2009) Julian (2011)                                                               | Isabel (2009) Julian (2011)                                                               | -                                                                                         | -                                                                                         | -                                                                                                 |